# David Spangler (congresista)
David Spangler (2 de diciembre de 1796 – 18 de octubre de 1856) fue un Representante estadounidense por Ohio.

## Biografía
Nacido en Sharpsburg, Maryland, Spangler se trasladó con sus padres a Zanesville, Ohio en 1802. Asistió a la escuela pública y trabajó en el oficio de herrero antes de participar en actividades mercantiles. Spangler estudió la carrera de abogados y fue Colegio de Abogados en 1824. Comenzó sus prácticas en Zanesville.
Fracasó como candidato a la elección a la Cámara de Representantes en 1830. Luego se mudó a Coshocton, Ohio, en 1832 y continuó a ejercer la abogacía. Spangler fue elegido como un anti-Jacksonian en el  Vigésimo Tercero y en el Vigésimo Cuarto Congresos (4 de marzo de 1833 - 3 de marzo de 1837). Declinó su candidatura para reelección en 1836 y por la nominación para Gobernador de Ohio en 1844.
Spangler murió en Coshocton, el 18 de octubre de 1856 y fue enterrado en el sur del cementerio Lawn.